# Eponichio
Nel punto in cui la lamina ungueale si insinua nel solco ungueale, dall’epitelio del solco deriva una breve cresta epidermica, detta eponichio, che nella parte distale forma la cuticola, ovvero materiale cheratinico che contorna il margine libero del vallo ungueale.
L'eponichio origina dal vallo ungueale e dalle pliche laterali, per cui appare morfologicamente simile alla cute dorsale del dito, ma a differenza di questa è privo di peli, più sottile, con meno papille e poche ghiandole sudoripare.